# Ratusz w Mikołowie
Ratusz w Mikołowie – mikołowski ratusz położony jest przy zachodniej pierzei Rynku.
Został zbudowany w latach 1870-1872 w stylu neorenesansowym. Bryłą przypomina zamek. Obecnie w budynku siedzibę ma Urząd Miasta.